# Gnomidolon nympha
Gnomidolon nympha es una especie de escarabajo longicornio del género Gnomidolon, categorizada en la tribu Hexoplonini, de la subfamilia Cerambycinae. Fue descrita por Thomson en 1865.

## Descripción
Mide 7,2-10,2 mm de longitud.

## Distribución
Se distribuye por Brasil.